# Stomatorhinus corneti
Stomatorhinus corneti är en fiskart som beskrevs av Boulenger, 1899. Stomatorhinus corneti ingår i släktet Stomatorhinus och familjen Mormyridae. IUCN kategoriserar arten globalt som livskraftig. Inga underarter finns listade i Catalogue of Life.